# Вартовиці
Вартовиці (пол. Wartowice, нім. Neu Warthau) — село в Польщі, у гміні Варта-Болеславецька Болеславецького повіту Нижньосілезького воєводства.
Населення — 298 осіб (2011).
У 1975-1998 роках село належало до Легницького воєводства.

## Демографія
Демографічна структура станом на 31 березня 2011 року:
|          | Загалом | Допрацездатний вік | Працездатний вік | Постпрацездатний вік |
| -------- | ------- | ------------------ | ---------------- | -------------------- |
| Чоловіки | 152     | 29                 | 107              | 16                   |
| Жінки    | 146     | 27                 | 82               | 37                   |
| Разом    | 298     | 56                 | 189              | 53                   |